# Kölner Verkehrs-Betriebe

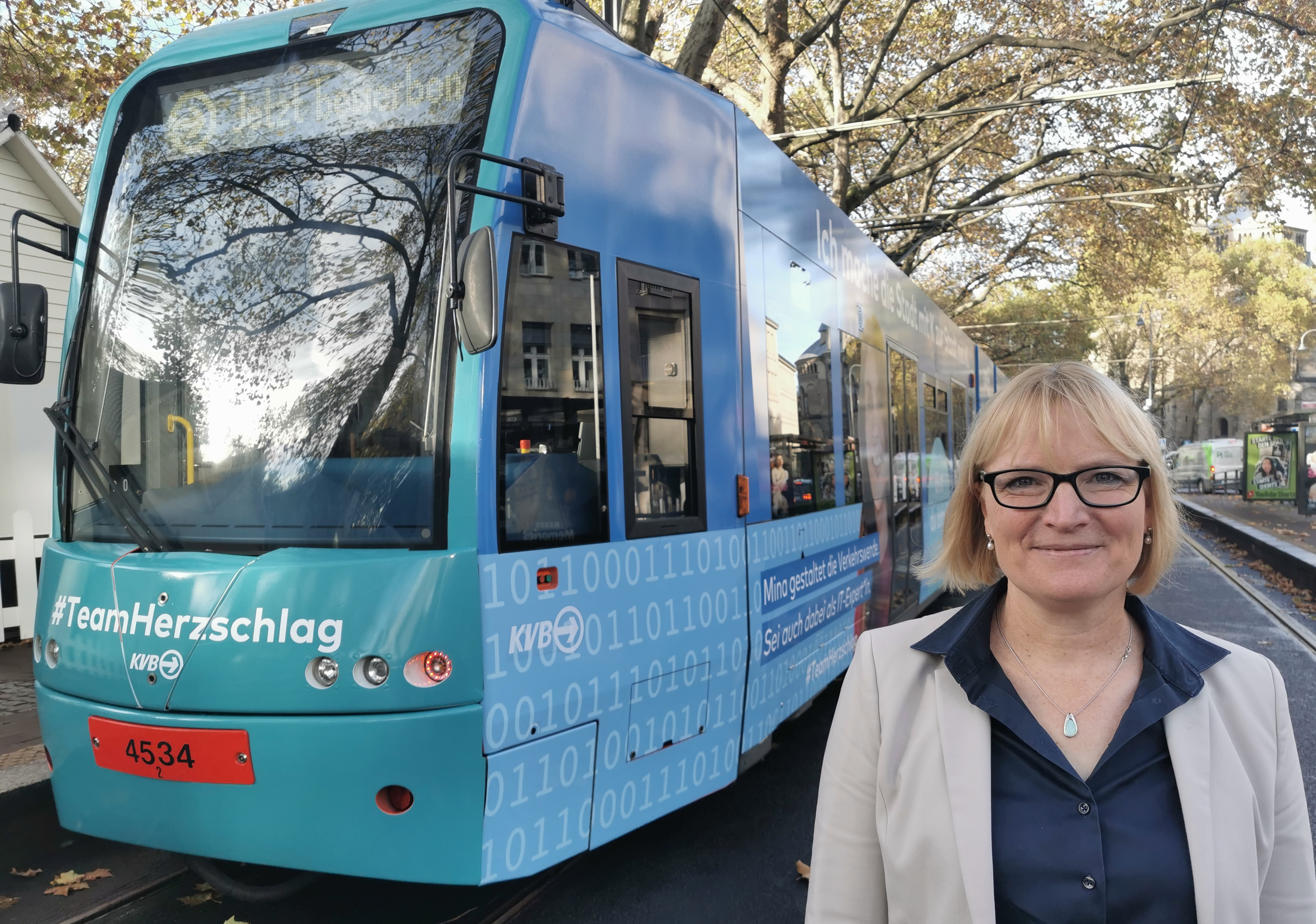
Stefanie Haaks

Die Kölner Verkehrs-Betriebe Aktiengesellschaft (KVB) betreibt als Verkehrsunternehmen den ÖPNV der Stadt Köln mit der Stadtbahn Köln und den städtischen Buslinien, sowie die Kölner Seilbahn.
Die KVB AG gehören zu 90 % den Stadtwerken Köln, die restlichen 10 % direkt der Stadt Köln. Es handelt sich somit um ein Kommunales Unternehmen. Die KVB ist Mitglied im Verband Deutscher Verkehrsunternehmen (VDV). Auf allen Linien der KVB kommen die Beförderungsbedingungen und der Gemeinschaftstarif des Verkehrsverbundes Rhein-Sieg (VRS) zur Anwendung.

## Geschichte
Die erste im Auftrag der Stadt Köln von einem Privatunternehmen des Ernst Hardt betriebene Pferdebahn wurde am 20. Mai 1877 zwischen Deutz und Kalk in Betrieb genommen. Zum 1. Januar 1900 ging der Betrieb der Pferdebahn in städtischen Besitz über. Die Stadt begann kurz darauf mit den Arbeiten zur Elektrifizierung des Bahnbetriebs. Die ersten elektrischen Straßenbahnwagen fuhren ab 1901 durch Köln, die ersten Motor-Omnibusse ab 1925. Von 1950 bis 1959 gab der O-Bus mit einer Linie ein kurzes Gastspiel in der Stadt.

Schienennetz der Stadtbahn Köln

1963 begann die Stadt mit dem Bau eines U-Stadtbahn-Netzes. Die erste Teilstrecke konnte ab 1968 genutzt werden.
Im Oktober 1966 fanden Proteste gegen die KVB statt, als der Fahrpreis für Schüler und Studenten um mehr als die Hälfte erhöht werden sollte. Rund 10.000 Schüler und Studenten protestierten im Rahmen von insgesamt dreitägigen Aktionen am Rudolfplatz, bevor die Protestaktion von der Polizei gewaltsam aufgelöst wurde. In Zusammenarbeit mit den Clouth-Gummiwerken entwickelten die Kölner Verkehrs-Betriebe 1972 das Kölner Ei, ein elastisches Schienenlager, das oft bei schotterlosem Oberbau verwendet wird.
Ab 1978 wurden Strecken der Köln-Bonner Eisenbahnen (KBE) in das Stadtbahnnetz integriert. 1987 wurde der Verkehrsverbund Rhein-Sieg (VRS) gegründet, die KVB waren Gründungsmitglied. Das Straßenbahn-Museum der KVB in Thielenbruch wurde im Jahr 1997 eröffnet, hier werden zahlreiche Fahrzeug-Baureihen aufbewahrt, die früher auf Kölns Straßen unterwegs waren.
Am 23. August 1999 ereignete sich das bis dahin schwerste Unglück in der Unternehmensgeschichte. Ein CitySprinter-Prototyp fuhr aufgrund technischen und menschlichen Versagens an der Haltestelle Christophstraße ungebremst auf einen dort haltenden Zug der Linie 15 auf. 68 Menschen wurden verletzt, acht davon schwer.
Das 125-jährige Jubiläum feierte die KVB im Jahr 2002. Das aktuelle Großprojekt der Stadt Köln und der KVB ist der offiziell am 4. Dezember 2002 begonnene Bau der Nord-Süd-Stadtbahn, eine neue U-Stadtbahn-Teilstrecke quer durch die Kölner Innenstadt.
Zusammen mit der Konzernschwester HGK bereitete die KVB 2005 ein Angebot für die Ausschreibung der RB 26 „Rheinland-Bahn“ (Köln – Bonn – Koblenz) vor, das jedoch wegen ungeklärter vergaberechtlicher Fragen nicht eingereicht wurde. Gleichzeitig wurde angekündigt, dass sich das Unternehmen an zukünftigen Ausschreibungen im Eisenbahn-Regionalverkehr beteiligen wolle. Für die Ausschreibung des RE 9 „Rhein-Sieg-Express“ (Aachen – Köln – Siegen (– Gießen)) wurde 2006 das hundertprozentige Tochterunternehmen Westigo GmbH als Eisenbahnverkehrsunternehmen gegründet.
Während der Bau der Nord-Süd-Stadtbahn noch andauert, sind die im März 2010 begonnenen Arbeiten für die Verlängerung der Linie 5 bis ins Gewerbegebiet Ossendorf auf dem Gelände des ehemaligen Butzweilerhofs im Dezember 2010 zum Abschluss gekommen. Zum Fahrplanwechsel am 12. Dezember 2010 wurden die neuen Haltestellen „Alter Flughafen Butzweilerhof“, „IKEA Am Butzweilerhof“ sowie die neue Endhaltestelle „Sparkasse Am Butzweilerhof“ in Betrieb genommen. Vor dem Ausbau war das Gewerbegebiet „Am Butzweilerhof“ nur mit Buslinien zu erreichen. Die mit 18 Millionen Euro veranschlagten Kosten für die oberirdische Trasse wurden von den KVB ohne Landes- oder Bundes-Zuschüsse finanziert, stattdessen übernahmen ortsansässige Betriebe 5 Millionen Euro.

## Linien
Die Stadtbahnlinien haben den Nummernbereich 1 bis 18, die Buslinien den Nummernbereich 120 bis 197. Die Nummern 101 bis 118 werden in der Regel nur für Busse verwendet, die aufgrund von Gleissperrungen als Ersatzverkehr auf Stadtbahn-Strecken verkehren, und bei denen es sich nicht um eine reguläre Buslinie handelt. Ausnahmen bilden die Buslinien 106 und 117: Seitdem der Südast der ehemaligen Stadtbahnlinie 6 im Rahmen des Baus der Nord-Süd-Stadtbahn stillgelegt wurde, bedient die 106 als dauerhafter Schienenersatzverkehr die Strecke mit Durchbindung zum Heumarkt und die 117 (ehemals 164) fährt von Köln Porz nach Bonn Hauptbahnhof.
Die Busliniennummern können grob in folgende Gruppen geordnet werden, wobei nicht alle Linien in dieses Schema passen (zum Beispiel die Linien 136 oder 139): Linien mit den Nummern 120 und höher verkehren im Stadtbezirk Chorweiler, Linien mit den Nummern 130 und höher verkehren im Stadtbezirk Rodenkirchen, Linien mit den Nummern 140 und höher verkehren in den Stadtbezirken Ehrenfeld, Lindenthal und Nippes, Linien mit den Nummern 150 und höher verkehren in den Stadtbezirken Mülheim und Kalk, Linien mit den Nummern 160 und höher verkehren im Stadtbezirk Porz, Linien mit den Nummern 170 und höher sind Linien zur Ergänzung des Stadtbahnverkehrs und verkehren nur in der Hauptverkehrszeit, Linien mit den Nummern 180 und höher sind größtenteils Anrufsammeltaxilinien oder Taxibuslinien.

### Buslinien
| Linie | Fahrstrecke |
| ----- | --- |
| 106   | Marienburg Südpark – Koblenzer Str. – Bonntor – Chlodwigplatz – Severinstraße – Heumarkt |
| 117   | Wahn – Zündorf – Langel – Lülsdorf – Niederkassel – Schwarzrheindorf – Bonn Hauptbahnhof |
| 118   | Neusser Str./Gürtel – Riehl – Zoo/Flora – Stegerwaldsiedlung – Mülheim – Mülheim Wiener Platz – Mülheim – Stegerwaldsiedlung – Zoo/Flora – Nippes – Neusser Str./Gürtel (Nachtverkehr vor Samstagen, Sonntagen und Feiertagen) Ersatzbus für Stadtbahnlinien 13 & 18 ab 2. April 2024 bis vsl. Sommer 2025 wegen Sanierung der Mülheimer Brücke        |
| 120   | Blumenberg – Chorweiler – Fühlingen – Worringen – Further Str. |
| 121   | Langel Fähre – Merkenich – Chorweiler – Longerich – Gewerbegebiet Bilderstöckchen – Geldernstraße/Parkgürtel – Neusser Straße/Gürtel |
| 122   | Wilhelm-Sollmann-Str. – Seeberg – Heimersdorf – Chorweiler – Pesch Schulstr. (als Rundkurs ab Chorweiler) |
| 123   | Nachtbus Chorweiler → Pesch → Auweiler → Esch → Further Str. → Worringen → Fühlingen → Chorweiler (nur im Nachtverkehr vor Samstagen, Sonntagen und Feiertagen) |
| 124   | Breslauer Platz / Hbf – Amsterdamer Straße/Gürtel – Merkenich – Gewerbegebiet Feldkassel aktuell vereinzelte Fahrten morgens, Pendelverkehr zwischen Merkenich und Gewerbegebiet Feldkassel |
| 125   | Weiler – Chorweiler – Heimersdorf – Longerich – Pesch Schulstr. – Esch – Sinnersdorf Kirche |
| 126   | Bocklemünd – Mengenich – Pesch Schulstr. – Auweiler – Esch – Weiler – Chorweiler |
| 127   | Longericher Str. – Longerich – Pesch Schulstr. – Ollenhauerring – Ossendorf – Am Bilderstöckchen – Geldernstraße/Parkgürtel – Nippes – Hansaring – Ebertplatz |
| 130   | Sürth – Sürther Feld – Rodenkirchen – Bayenthal – Raderberg – Zollstock – Sülzgürtel – Universität |
| 131   | Sürth – Weiß – Rodenkirchen – Rondorf – Südfriedhof – Zollstock – Sülz Berrenrather Str./Gürtel (Nachtverkehr zwischen Sürth und Rodenkirchen vor Samstagen, Sonntagen und Feiertagen) |
| 132   | Meschenich – Rondorf – Arnoldshöhe – Chlodwigplatz – Severinstraße – Heumarkt – Breslauer Platz / Hbf (Nachtverkehr vor Samstagen, Sonntagen und Feiertagen) |
| 133   | Zollstock Südfriedhof – Raderthal – Raderberg – Chlodwigplatz – Rheinauhafen – Schokoladenmuseum – Heumarkt – Breslauer Platz / Hbf |
| 134   | Sürth – Weiß – Rodenkirchen – Bayenthal – Raderberg – Zollstock – Sülzgürtel – Universität |
| 135   | Rodenkirchen Uferstr. – Gewerbegebiet – Hahnwald – Godorf – Immendorf – Meschenich Kirche |
| 136   | Lövenich Daimlerstr. – Bf Lövenich – Weiden Zentrum – Hohenlind – Dürener Str./Gürtel – Rudolfplatz – Neumarkt |
| 138   | Zollstock Südfriedhof – Güterverkehrszentrum Süd |
| 139   | Wasseramselweg – Müngersdorf Technologiepark – Rochusplatz – Erlenweg – Gewerbegebiet Ossendorf – Longerich – Longericher Str. |
| 140   | Ebertplatz – Zoo/Flora – Amsterdamer Straße/Gürtel – Neusser Str./Gürtel – Am Bilderstöckchen – Rochusplatz – Ehrenfeld – Müngersdorf Technologiepark – Aachener Str./Gürtel |
| 141   | Weiden Zentrum – Saarstr. – Bf Lövenich – Junkersdorf – Müngersdorf – Technologiepark Köln – Bf Ehrenfeld – Rochusplatz – Vogelsang Kolkrabenweg – Bocklemünd |
| 142   | Ubierring – Chlodwigplatz – Sibille-Hartmann-Str. – Südbahnhof – Weißhausstr. – Universität – Universitätsstraße – Bf Ehrenfeld – Liebigstraße – Nippes Merheimer Platz |
| 143   | Marsdorf Gewerbegebiet – Marsdorf – Junkersdorf – Müngersdorf – Technologiepark Köln – Bf Ehrenfeld – Rochusplatz – Vogelsang Kolkrabenweg – Bocklemünd |
| 144   | Bf Lövenich – Leinsamenweg – Müngersdorf – Junkersdorf – Müngersdorf Technologiepark – Wasseramselweg |
| 145   | Bocklemünd – Widdersdorf – Bf Lövenich – Weiden Zentrum – Frechen Rathaus – Bachem Imbuschstr. |
| 146   | Deckstein – Gleueler Str./Gürtel – Rudolfplatz – Neumarkt |
| 147   | Am Bilderstöckchen – Geldernstraße/Parkgürtel – Florastraße – Neusser Straße/Gürtel – Niehl Sebastianstraße – Niehl Nord |
| 148   | Junkersdorf – Weiden Zentrum – Bf Lövenich – An der Ronne – Widdersdorf Zum Dammfelde verkehrt nur abends und am Wochenende, Nachtverkehr vor Samstagen, Sonntagen und Feiertagen zwischen Junkersdorf und Widdersdorf, sonst nur Betrieb zwischen Weiden und Widdersdorf                                                                              |
| 149   | Weiden Zentrum – Bf Lövenich – Zusestr. – Widdersdorf Zum Dammfelde |
| 150   | Kalk Corintostraße – Bf Deutz/Messe – Thermalbad – Mülheim Wiener Platz – Schanzenstraße/Schauspielhaus – Schanzenstr. Nord – Bf Mülheim |
| 151   | Porz Markt – Bf Porz – Urbach – Eil – Finkenberg – Gremberghoven – Maarhäuser Weg – Frankfurter Straße – Ostheim – Höhenberg – Buchheim – Bf Mülheim – Mülheim Wiener Platz – Bruder-Klaus-Siedlung – Stammheim – Flittard – Chempark |
| 152   | Porz Markt – Bahnhof Porz – Urbach – Eil – Finkenberg – Gremberghoven – Steinstraße – Frankfurter Straße – Ostheim – Höhenberg – Buchheim – Bf Mülheim – Mülheim Wiener Platz – Bruder-Klaus-Siedlung – Stammheim – Flittard – Chempark |
| 153   | Bf Deutz/LANXESS arena – Deutz – Humboldt/Gremberg – Vingst – Höhenberg – Buchheim – Bf Mülheim – Mülheim Wiener Platz – Düsseldorfer Straße – Stammheim – Neuer Mülheimer Friedhof |
| 154   | Porz Markt – Steinstraße – Finkenberg – Eil – Maarhäuser Weg – Rath/Heumar – Brück – Dellbrück Hauptstraße – Dellbrück – Leuchterstraße – Dünnwald Waldbad |
| 155   | Danzierstraße – Mülheim Wiener Platz – Mülheim Berliner Str. – Höhenhaus Birkenweg – Dünnwald, Aeltgen-Dünwald-Str. – Stammheim – Stammheim Bonhoefferstr. |
| 156   | Nachtbus Mülheim Wiener Platz → Stammheim → Flittard → Stammheim → Leuchterstraße → Cottbuser Weg → Mülheim Berliner Str. → Mülheim Wiener Platz (nur Nachtverkehr vor Samstagen, Sonntagen und Feiertagen) |
| 157   | Ostheim – Neubrück – Merheim – Holweide Vischeringstr. – Holweide – Höhenhaus – Leuchterstraße – Aeltgen-Dünwald-Str. (Nachtverkehr vor Samstagen, Sonntagen und Feiertagen zwischen Ostheim und Merheim) |
| 158   | Merheim – Klinikum Merheim – LVR-Klinik |
| 159   | Poll Schüttewerk – Poll Salmstraße – Humboldt/Gremberg – Trimbornstraße – Kalk – Buchforst Waldecker Straße – Buchforst – Mülheim – Buchheim Herler Straße |
| 160   | Porz Markt – Bahnhof Porz – Eil – Urbach – Grengel – Wahn – Wahn – Wahnheide – Lind |
| 161   | Porz Markt – Bahnhof Porz – Urbach – Grengel – Flughafen Köln/Bonn |
| 162   | Porz Markt – Bahnhof Porz – Urbach – Elsdorf – Wahn – Wahn – Lind – DLR |
| 165   | Nachtbus Porz Markt → Bahnhof Porz → Humboldtstraße → Steinstraße → Porz Markt (Nachtverkehr vor Samstagen, Sonntagen und Feiertagen) |
| 166   | Nachtbus Porz Markt → Bahnhof Porz → Urbach → Grengel → Elsdorf → Urbach → Bahnhof Porz → Porz Markt (Nachtverkehr vor Samstagen, Sonntagen und Feiertagen) |
| 167   | Nachtbus Wahn → Wahn → Wahnheide → Lind → Wahn (Nachtverkehr vor Samstagen, Sonntagen und Feiertagen) |
| 171   | Mülheim Wiener Platz – Buchforst – Buchforst, Waldecker Straße – Kalk – Blaubach – Breslauer Platz / Hbf verkehrt nur in der HVZ |
| 172   | Widdersdorf – Bf Lövenich – Weiden – Müngersdorf – Eupener Straße – Aachener Straße/Gürtel – Universitätsstraße – Hans-Böckler-Platz/Bf West – Friesenplatz – Dom/Hbf verkehrt nur in der HVZ. Der Abschnitt Widdersdorf – Eupener Straße wird nur in Lastrichtung bedient                                                                             |
| 173   | Weiden Lübecker Str. – Junkersdorf – Eupener Straße – Aachener Straße/Gürtel – Universitätsstraße – Hans-Böckler-Platz/Bf West – Friesenplatz – Dom/Hbf verkehrt nur in der HVZ. Der Abschnitt Weiden Lübecker Straße – Eupener Straße wird nur in Lastrichtung bedient; aktuell nur Schülerfahrten zur Verstärkung der Linie 1 bis Universitätsstraße |
| 179   | Bf Deutz/LANXESS arena – Kalk – Vingst – Neubrück verkehrt nur in der HVZ in Lastrichtung; aktuell keine Fahrten |
| 180   | Anrufsammeltaxi Longericher Str. – Sparkasse Am Butzweilerhof |
| 181   | Anrufsammeltaxi Chorweiler – Blumenberg-Nord |
| 182   | Anrufsammeltaxi Rondorf – Zollstock Südfriedhof |
| 183   | Anrufsammeltaxi Meschenich Kirche – Godorf Bahnhof |
| 184   | TaxiBus Neusser Straße/Gürtel – Lentpark – Ebertplatz |
| 185   | TaxiBus Sülzburgstraße – Sülzgürtel – Geisbergstraße |
| 186   | TaxiBus Neusser Straße/Gürtel – Florastraße – Schneider-Clauss-Straße |
| 187   | TaxiBus Neubrück – Lembacher Weg Friedhof – Am Schildchen |
| 188   | Anrufsammeltaxi Königsforst – Gut Leidenhausen – Porz Markt |
| 189   | TaxiBus Wupperplatz – Im Weidenbruch – Bugenhagenstr. |
| 191   | Ostheim – Bertha-Benz-Karree verkehrt abends und sonntags vormittags als TaxiBus nur auf telefonische Bestellung |
| 192   | Meschenich Kirche – Hürth-Kalscheuren Bf. |
| 193   | Heinrich-Bützler-Straße – Kalk Corintostraße |
| 194   | TaxiBus Poll, Salmstraße – In der Kreuzau |
| 195   | Buchheim Herler Straße – Kochwiesenstr. |
| 196   | Bf Deutz/LANXESS arena – Am Grauen Stein |
| 197   | TaxiBus Rodenkirchen – Sürther Feld – Sürth – Bürgeramt Rodenkirchen |
| 550   | Wahn – Libur – Ranzel – Niederkassel – Bonn-Castell – Bonn Hauptbahnhof |

Die Buslinien 118, 123, 131, 132, 148, 156, 157, 165, 166 und 167 verkehren darüber hinaus im Nachtverkehr vor Samstagen, Sonntagen und Feiertagen durchgehend im Stundentakt, teils mit verkürzten Linienwegen; die Linien 123, 156, 165, 166 und 167 verkehren ausschließlich im Nachtverkehr. Auf den Linien 125, 126, 133, 136 und 145 gibt es in den gleichen Nächten einzelne Zusatzfahrten zur Verlängerung der regulären Betriebszeiten.

## Seilbahn

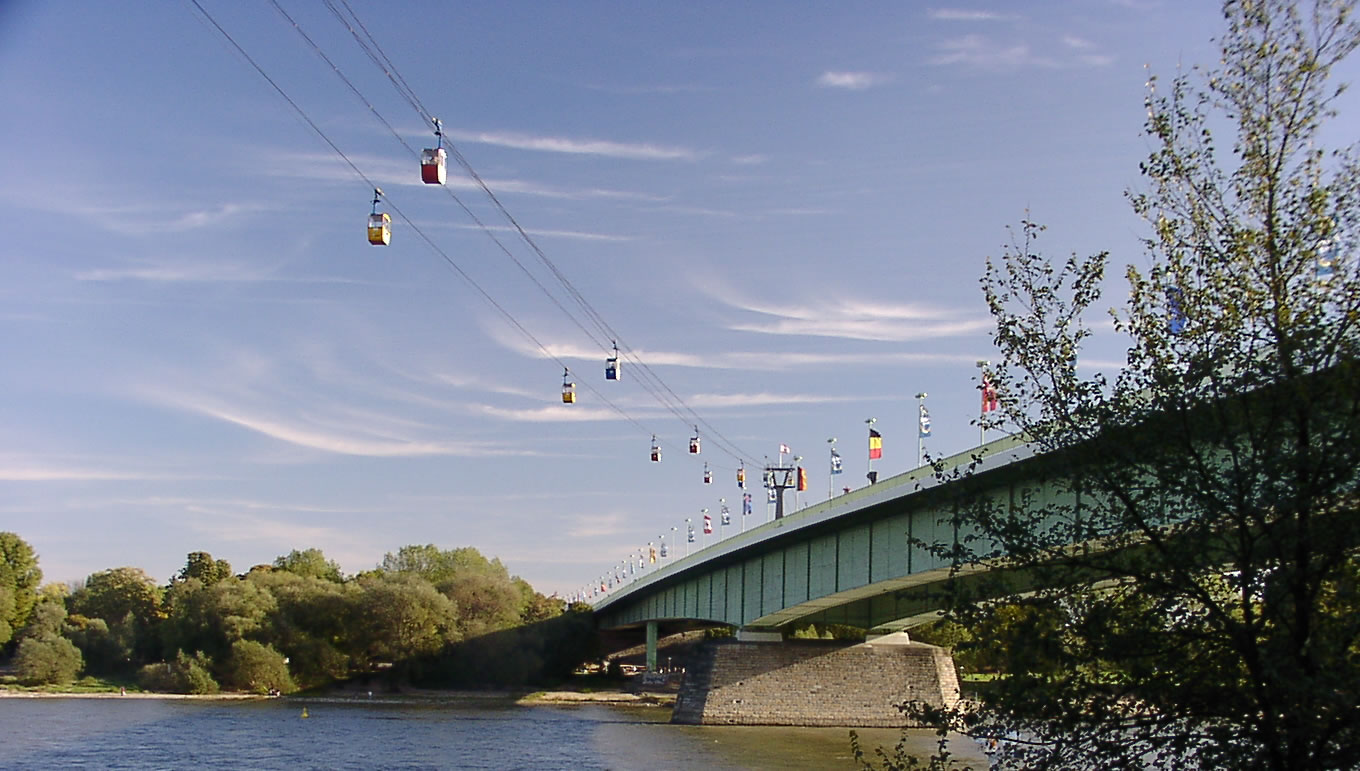
Die Kölner Seilbahn quert die Zoobrücke – vom linksrheinischen Rheinufer nach Osten gesehen

## Wagenpark

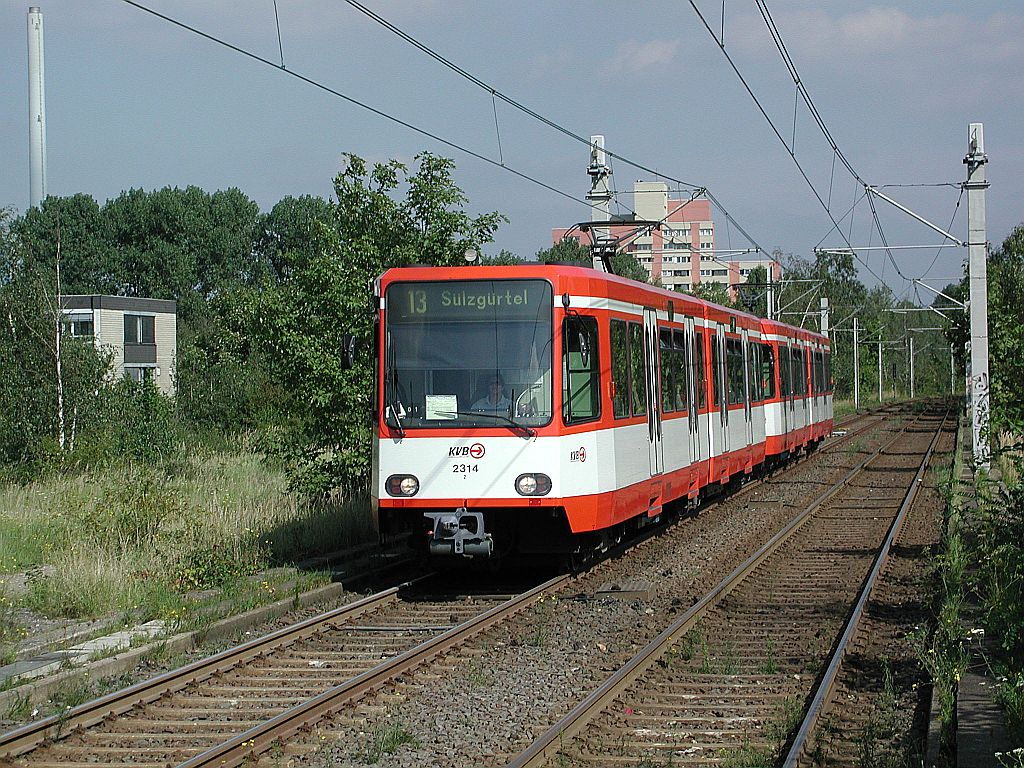
Hochflur-Stadtbahnzug (B-Wagen) auf der Gürtelstrecke

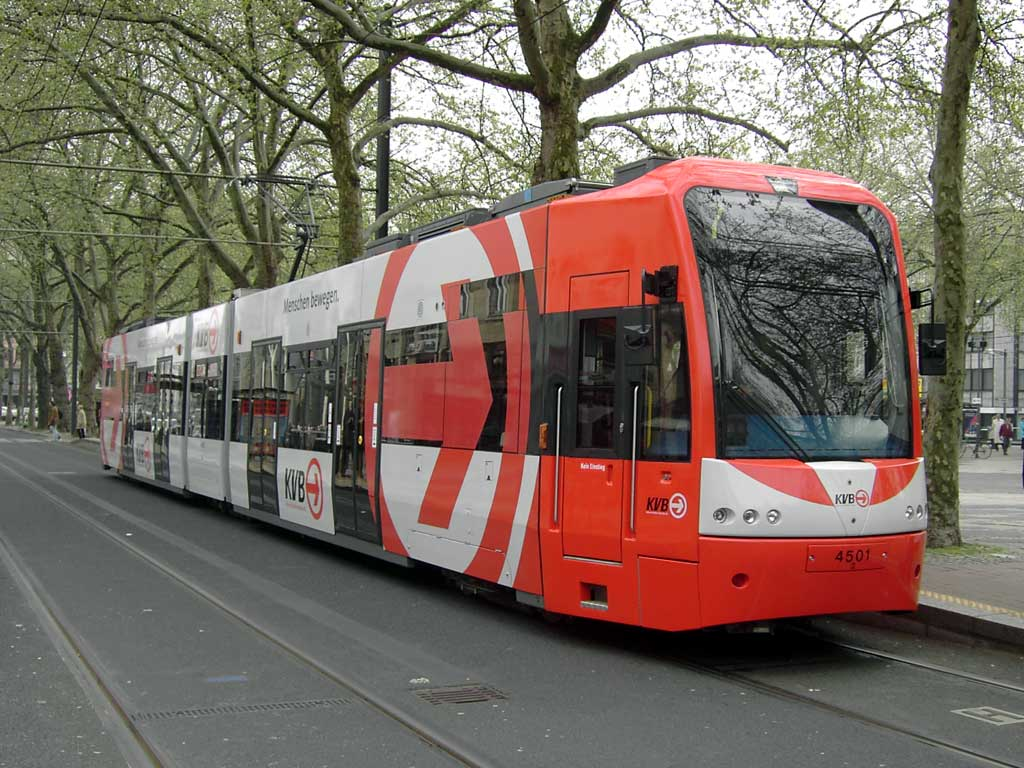
Niederflur-Stadtbahnwagen am Neumarkt

### Stadtbahn
Seit Mitte der 1970er Jahre wurden die lange Zeit typischen Duewag-Gelenk-Straßenbahnwagen (GT 8) zunehmend durch insgesamt 172 Stadtbahnwagen B ersetzt, um für das angehende Stadtbahnnetz passende Fahrzeuge einzusetzen. Die letzte Fahrt der GT 8 fand am 22. Juli 2006 im Rahmen einer Abschiedsfeier statt, seitdem ist er im Straßenbahnmuseum Thielenbruch zu besichtigen.
Da sich zeigte, dass ein vollständiger Umbau des Netzes auf Hochbahnsteige mittelfristig nicht realisierbar war, wurden ab 1995 insgesamt 124 Niederflur-Stadtbahnwagen K4000 beschafft. In den Jahren 2002 und 2003 wurde der Wagenpark mit 59 Bombardier-Hochflurwagen K5000 ergänzt, weitere 15 Wagen folgten 2011. Eine zusätzliche Serie von 69 Bombardier-Niederflur-Stadtbahnwagen des Typs K4500 wurde 2005 bis 2007 ausgeliefert. Ab Ende 2020 kamen außerdem 30 Fahrzeuge des Typs HF6 hinzu, die gemeinsam mit der Rheinbahn bestellt wurden.
Die 124 Fahrzeuge der Baureihe K4000 sollen durch Modelle der Firma Alstom (zusammen mit Kiepe Electric) ersetzt werden. Im November 2020 erfolgte die Bestellung von 62 Langzügen für 363 Millionen Euro, außerdem gibt es eine Option auf 11 weitere Langzüge und 25 Kurzzüge. Die Züge haben eine CO2-Klimaanlage, ein Kollisionswarnsystem und die Langzüge zehn Türen an jeder Seite. Die Vorserie, bestehend aus jeweils zwei Lang- (60 m) und Kurzzügen (30 m), sollte Ende 2023 geliefert und für rund ein Jahr erprobt werden. Die Lieferung der Serienfahrzeuge sollte Ende 2024 beginnen. Ende 2023 rechneten die KVB noch mit einer Lieferverzögerung von 30 Monaten, seit Mitte 2025 gibt es gar keine konkreten Pläne zum Lieferzeitraum mehr. Da dadurch die alten K4000 weiter im Fahrgastbetrieb bleiben müssen und sogar einer aufwändigen Modernisierung bedürfen, erwarten die KVB Fahrplaneinschränkungen bis zum Jahr 2030. Neben den bereits ausgereizten Vertragsstrafen erwägen die KVB daher weitere Schadensersatzansprüche an die Hersteller zu stellen.
Im Hochflurbereich sollen 132 neue Fahrzeuge die letzten Stadtbahnwagen Typ B sowie die erste Serie K5000 ersetzen. Die Fahrzeuge werden dabei zu 66 durchgehend begehbaren 60 m langen Zügen zusammengekoppelt. Es sollen außerdem 34 Zwischenmodule gekauft werden, um manche Bahnen auf 70 m zu verlängern. Ende Juli 2025 wurde bekannt, dass der Auftrag an den Hersteller Stadler vergeben wurde und die Lieferung von 2029 bis 2032 geschehen soll.

### Bus

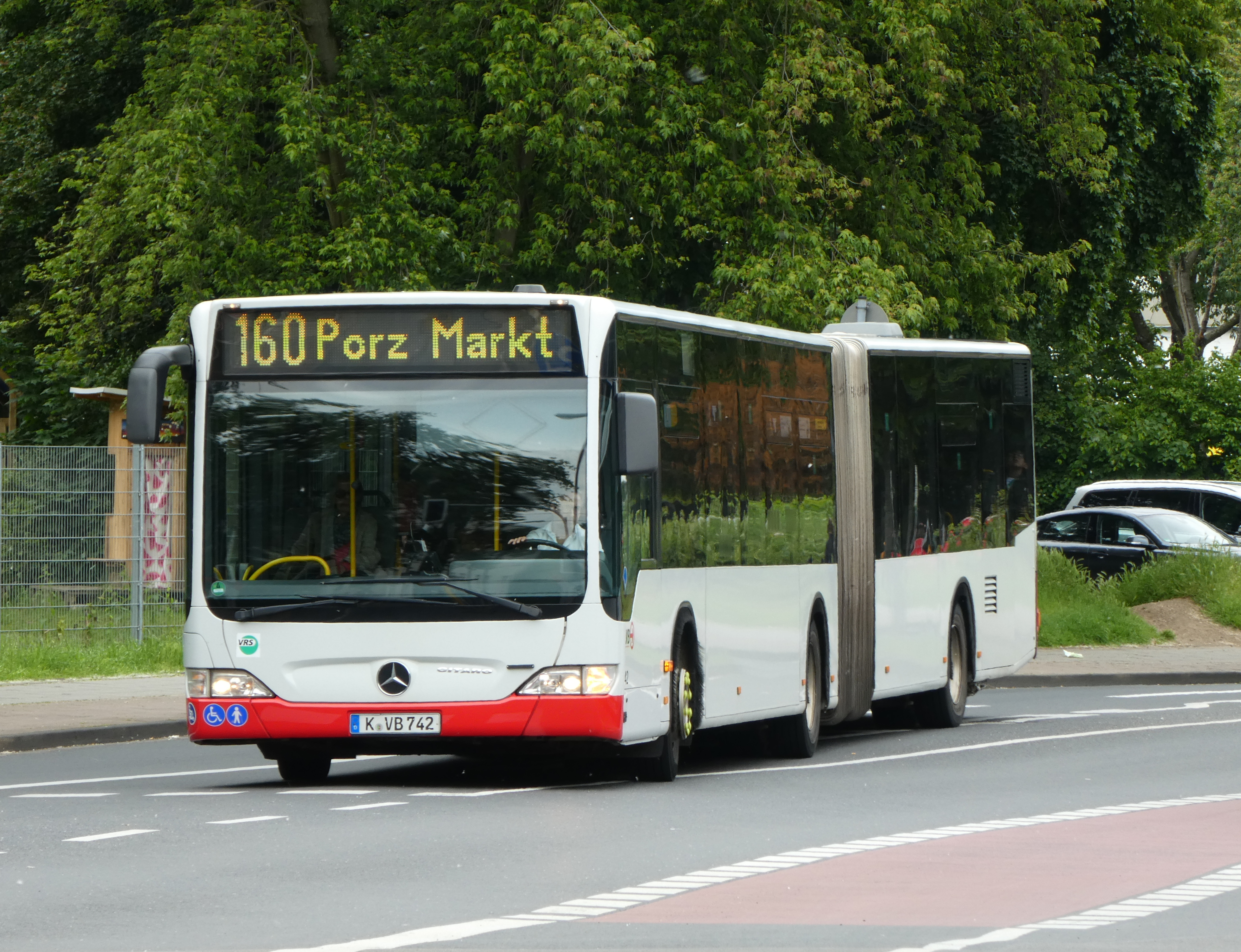
Mercedes-Benz O 530 G (Citaro Facelift) auf der Linie 160

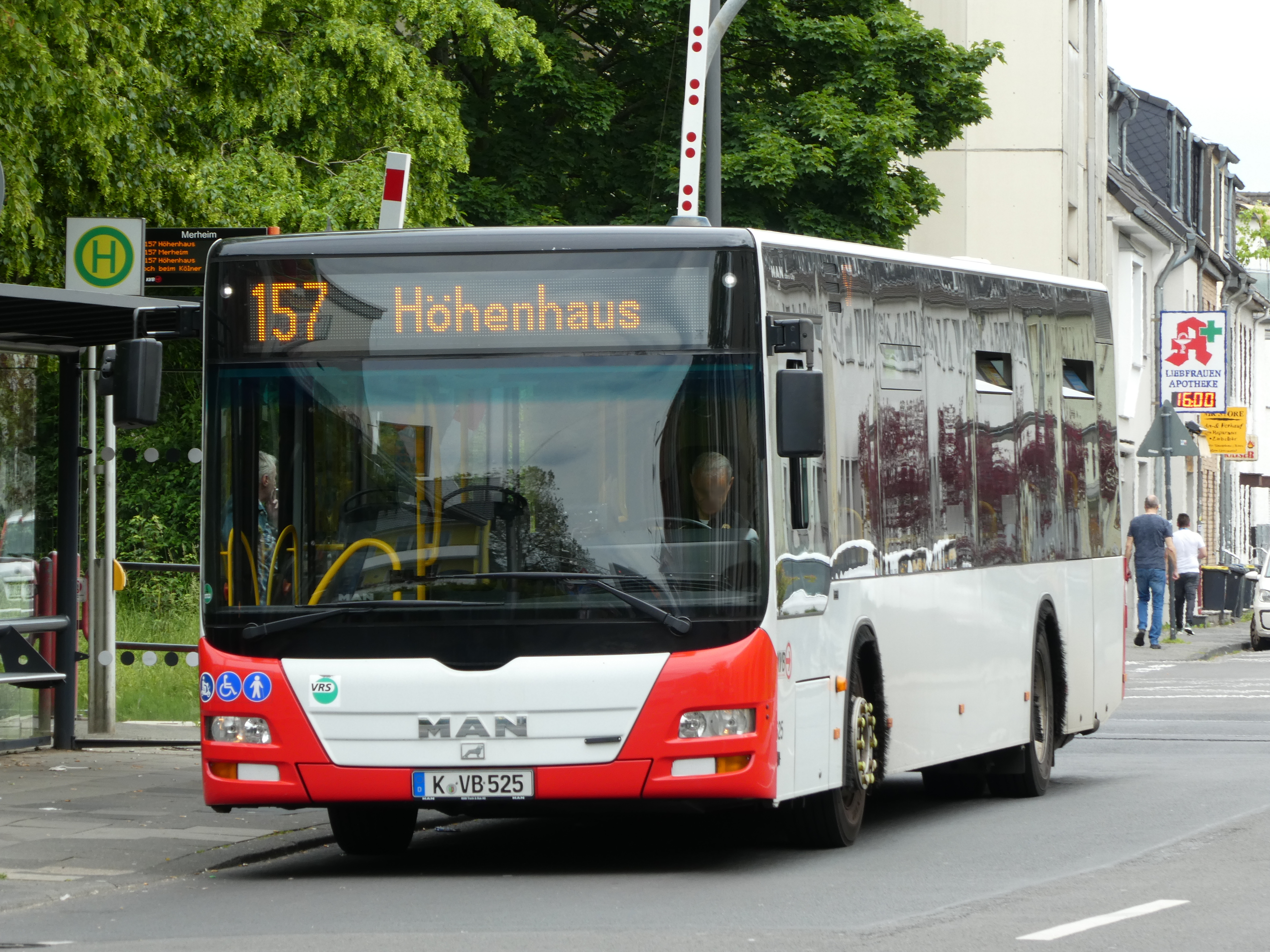
MAN Lion’s City auf der Linie 157

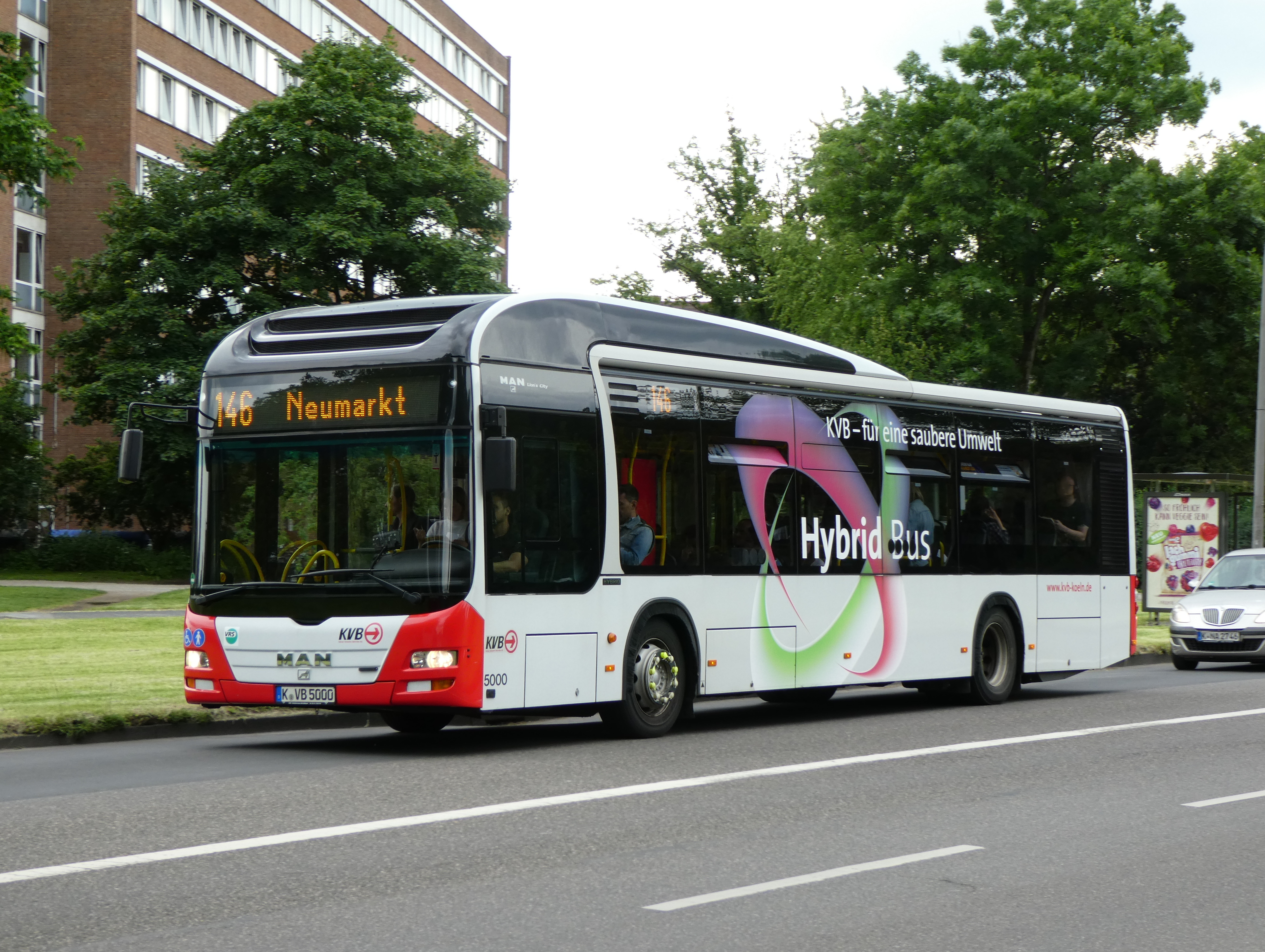
MAN Lion’s City Hybrid auf der Linie 146

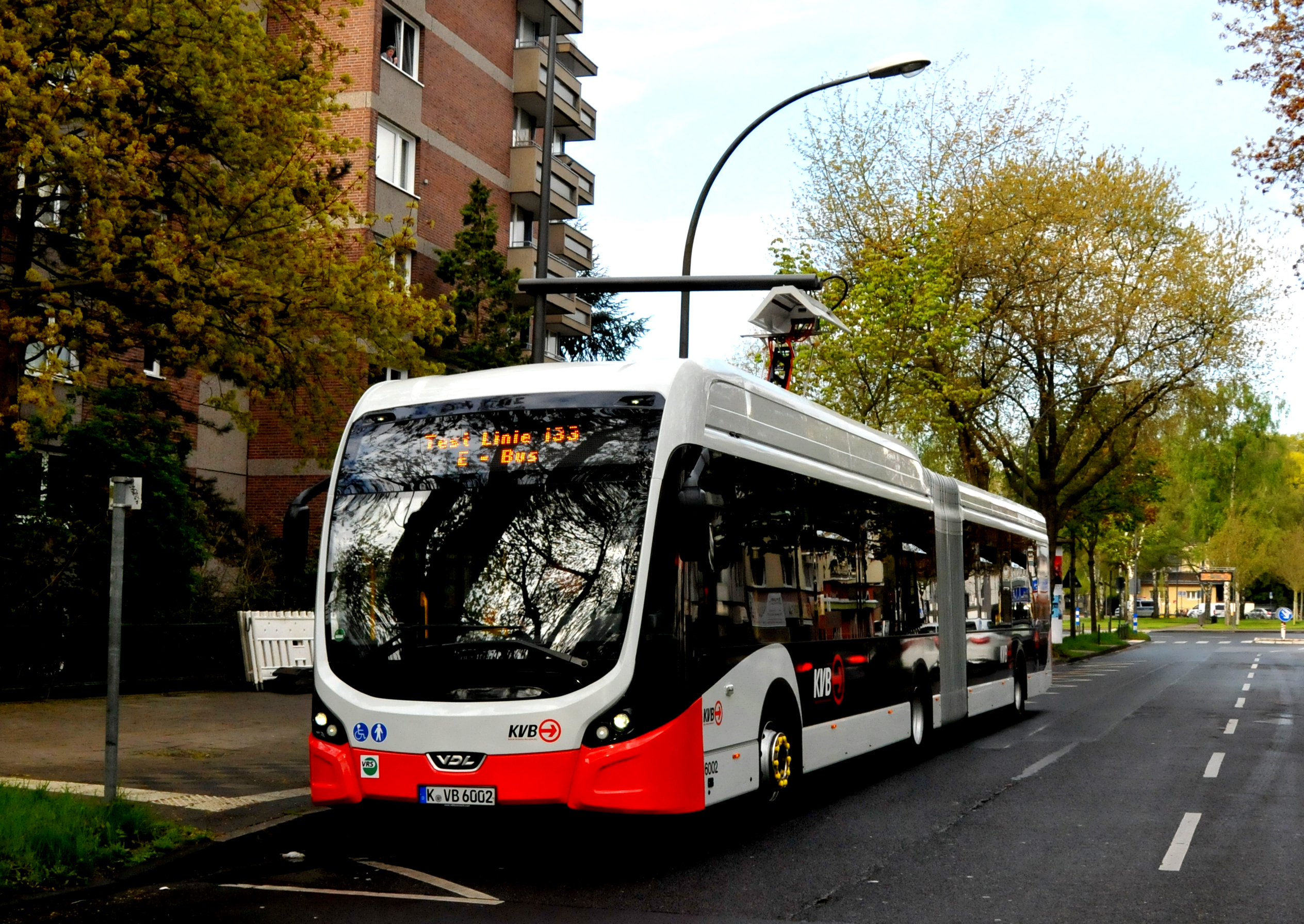
VDL-Citea-Batteriebus auf der Linie 133

Die KVB setzt im Linienverkehr Gelenkbusse der Hersteller MAN, Mercedes-Benz und VDL sowie Solobusse der Hersteller MAN und VDL ein. Eine Ausnahme bildet die Linie 192, die mit einem Sprinter bedient wird. Der Fuhrpark sieht folgendermaßen aus (kursiv: nicht mehr im Linieneinsatz):
| Hersteller    | Typ                       | Baujahr | Anzahl | Fahrzeugnummer der Betreiber                |
| ------------- | ------------------------- | ------- | ------ | ------------------------------------------- |
| MAN           | Lion’s City               | 2013    | 34     | 501–525, 527–535                            |
| MAN           | Lion’s City               | 2015    | 29     | 540–568                                     |
| MAN           | Lion’s City               | 2018    | 7      | 580–586                                     |
| MAN           | Lion’s City G             | 2010/11 | 21     | 102–107, 130–133, 135–145                   |
| MAN           | Lion’s City G             | 2013    | 19     | 146–154, 156, 157, 159–166                  |
| MAN           | Lion’s City G             | 2015    | 20     | 177–187, 189–192, 194–196, 198, 199         |
| MAN           | Lion’s City G             | 2018    | 56     | 401–417, 420–458                            |
| MAN           | Lion’s City G             | 2020    | 53     | 600–605, 607–617, 619–625, 627–649, 651–654 |
| Mercedes-Benz | O 530 (Citaro)            | 2001    | 1      | 228 (Projektbus „Fahrzeugbegleiter“)        |
| Mercedes-Benz | O 530 G (Citaro Facelift) | 2007    | 1      | 755                                         |
| Mercedes-Benz | O 530 G (Citaro Facelift) | 2011    | 13     | 781–787, 789–794                            |
| VDL           | Citea LLE 120             | 2014    | 1      | 5003                                        |
| VDL           | Citea SLF 120             | 2014    | 1      | 5002                                        |
| VDL           | Citea SLFA 181 Electric   | 2015/16 | 8      | 6001–6008                                   |
| VDL           | Citea SLFA 181 Electric   | 2018    | 1      | 6009                                        |
| VDL           | Citea SLFA 181 Electric   | 2021    | 48     | 6010–6012, 6020–6064                        |
| VDL           | Citea SLFA 181 Electric   | 2023    | 51     | 7020–7070                                   |
| VDL           | Citea SLFA 181 Electric   | 2024    | 5      | 6090–6094                                   |
| VDL           | Citea SLF 120 Electric    | 2021    | 5      | 590–594                                     |
| VDL           | MidCity                   | 2016    | 1      | 5004                                        |

Etwa zwei Drittel der Busleistungen deckt die KVB selbst ab, ein Drittel übernehmen die Subunternehmer Schilling Omnibusverkehr GmbH, e-weinzierl Omnibustouristik GmbH und Piccolonia Bus-Reisen Klein KG für die KVB, wobei Ersterer als größter Subunternehmer und 100-prozentiges Tochterunternehmen teilweise Busse der KVB mietet.

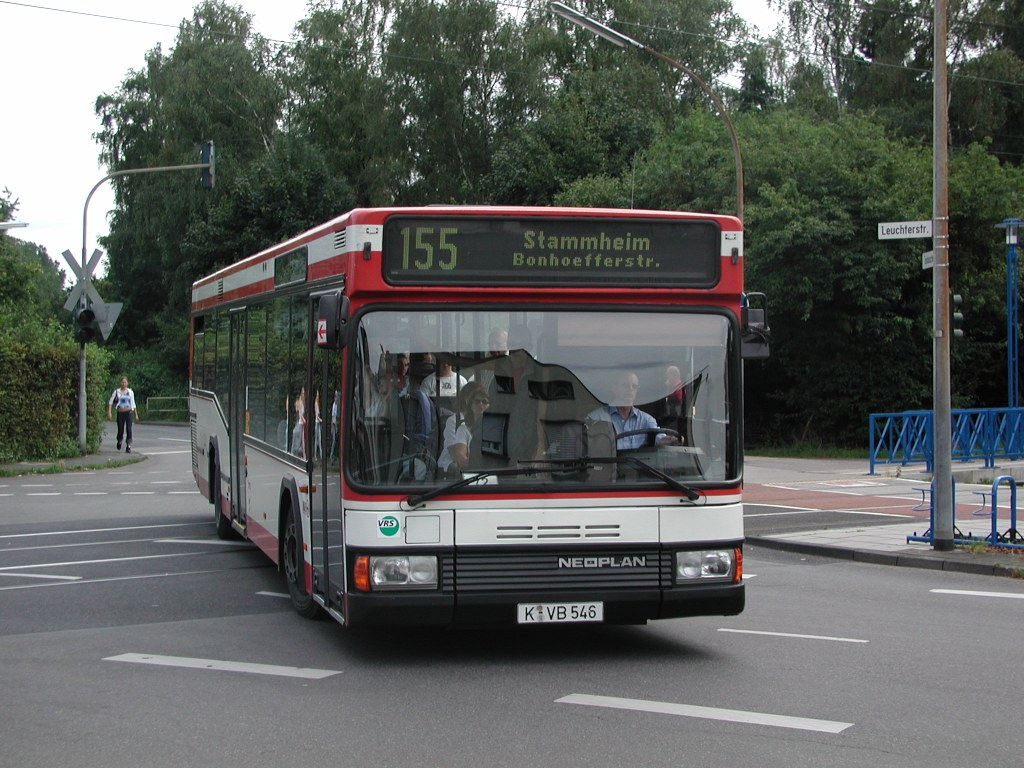
Neoplan-Linienbus – N4014NF (2. Serie) der KVB, Baujahr 1992 – bis 2007 bei der KVB im Einsatz

In der Vergangenheit gehörten auch eine Vielzahl anderer Busfabrikate zum Fuhrpark der KVB. Besondere Bedeutung hatten in den 1950er und 1960er Jahren Fahrzeuge des Herstellers Büssing sowie bis in die 1980er Jahre die Magirus-Deutz-Busse, die mit luftgekühlten Dieselmotoren des ortsansässigen Deutz-Konzerns ausgerüstet waren. Zwischen den Jahren 1983 und 2007 befanden sich zudem verschiedene Typen des Busherstellers Neoplan in größerer Anzahl im Bestand der KVB, anschließend nur noch Busse der Hersteller Mercedes-Benz und MAN. Während vor etwa zehn Jahren die Busse des Typs Citaro von Mercedes-Benz den größten Anteil des Fuhrparks ausmachten, dominiert mittlerweile der Lion’s City von MAN. 2014 kamen dann zum Erproben drei verschiedene Fahrzeuge des Herstellers VDL in den Fuhrpark, davon einer der Leichtbau-Version mit dementsprechend geringerem Kraftstoffverbrauch.
Ende 2015 erhielt die KVB den ersten von acht vollelektrischen Gelenkbussen des Typs VDL Citea SLFA Electric. Anfang 2016 wurden die sieben restlichen Fahrzeuge an die KVB übergeben. Insgesamt kosteten die acht E-Busse ca. 5,6 Millionen Euro. Am 3. Dezember 2016 wurde der Betrieb auf der Linie 133 vollständig auf Batteriebusse umgestellt. Vorangegangen war eine zehnmonatige Testphase mit mehr als 35.000 Kilometern. Im Jahr 2021 nahm die KVB weitere 53 Batteriebusse der Reihe VDL Citea in Betrieb, davon fünf Solobusse. Auf dem Betriebshof Nord in Niehl wurden drei „Ladeports“ errichtet, außerdem Nachladestationen an mehreren Haltestellen. Damit wurden die Linien 141, 145 und 149 sowie 150, 153 und 159 auf elektrischen Betrieb umgestellt.

## Nord-Süd-Stadtbahn
Das derzeit größte Projekt der KVB ist der Bau der Nord-Süd-Stadtbahn zur Erweiterung der Kölner Stadtbahn mit einer Tunnelstrecke unter der Kölner Alt- und Südstadt. Die Projektleitung des derzeit größten städtebaulichen Projekts in Deutschland liegt beim Amt für Brücken und Stadtbahnbau der Stadt Köln. Die Inbetriebnahme war ursprünglich für 2010 geplant, musste allerdings immer wieder verschoben werden. Aufgrund des Einsturzes des Historischen Archivs am 3. März 2009, das sich unmittelbar neben dem Schacht für den U-Bahn-Bau in der Severinstraße befand, wird die Vollinbetriebnahme frühestens 2028 erfolgen. Im Dezember 2012 wurde der Teil zwischen Dom/Hbf und Rathaus in Betrieb genommen, im Dezember 2013 die Verlängerung bis zum Heumarkt und im Dezember 2015 der Abschnitt Severinstraße bis Bonner Wall mit vier Haltestellen.
Bei dem Einsturz des Historischen Archivs kamen zwei Bewohner eines Nachbarhauses ums Leben, zahlreiche andere wurden obdachlos. Es muss mit einem Gesamtschaden von mehr als einer Milliarde Euro gerechnet werden. Am 8. März 2010 gestand der von den KVB beauftragte Baurechts-Fachanwalt Gero Walter erstmals nach Enthüllungen über Betrügereien (u. a. möglichen Diebstahls von Eisenbügeln und gefälschten Bauprotokollen) Fehler bei der Bauaufsicht am Waidmarkt ein, unmittelbar an der Einsturzstelle des Archivs. Der Einbau von Eisenbügeln sowie zahlreiche Betonierungsprotokolle seien nicht ausreichend kontrolliert worden. Als Konsequenz trennte sich der KVB-Aufsichtsrat vom technischen Vorstand Walter Reinarz, der für den U-Bahn-Bau zuständig war.

## Ost-West-Stadtbahn
Die Ost-West-Stadtbahn ist ein durch die Kölner Stadtverwaltung und die KVB geplantes Projekt, dessen Bau noch nicht begonnen hat. Es sieht eine Tunnelstrecke für die Trasse der Linien 1, 7 und 9 im Zentrum an den Stationen Heumarkt, Neumarkt, Rudolfplatz und Moltkestrasse vor und würde an der Station Heumarkt mit der Nord-Süd-Stadtbahn verknüpft. Alternativ in Planung ist ein oberirdischer Ausbau der Haltestellen.

## Beteiligungen
Die KVB ist u. a. an folgenden Unternehmen beteiligt:
- Kölner Seilbahn-Gesellschaft mbH (100 %)
- Westigo GmbH, Eisenbahnverkehrsunternehmen (100 %)
- Kölner Schulbusverkehr GmbH (51 %)
- Schilling Omnibusverkehr GmbH, Hürth (100 %)
- Rail Consult Gesellschaft für Verkehrsberatung mbH (25 %)
- DKS Dienstleistungsgesellschaft für Kommunikationsanlagen des Stadt- und Regionalverkehrs mbH (24,5 %)
- Regionalverkehr Köln GmbH (12,5 %)
- BEKA Einkaufs- und Wirtschaftsgesellschaft für Verkehrsunternehmen mbH (0,4 %)
- VDV eTicket Service GmbH & Co. KG (10,13 %)

## Tarif

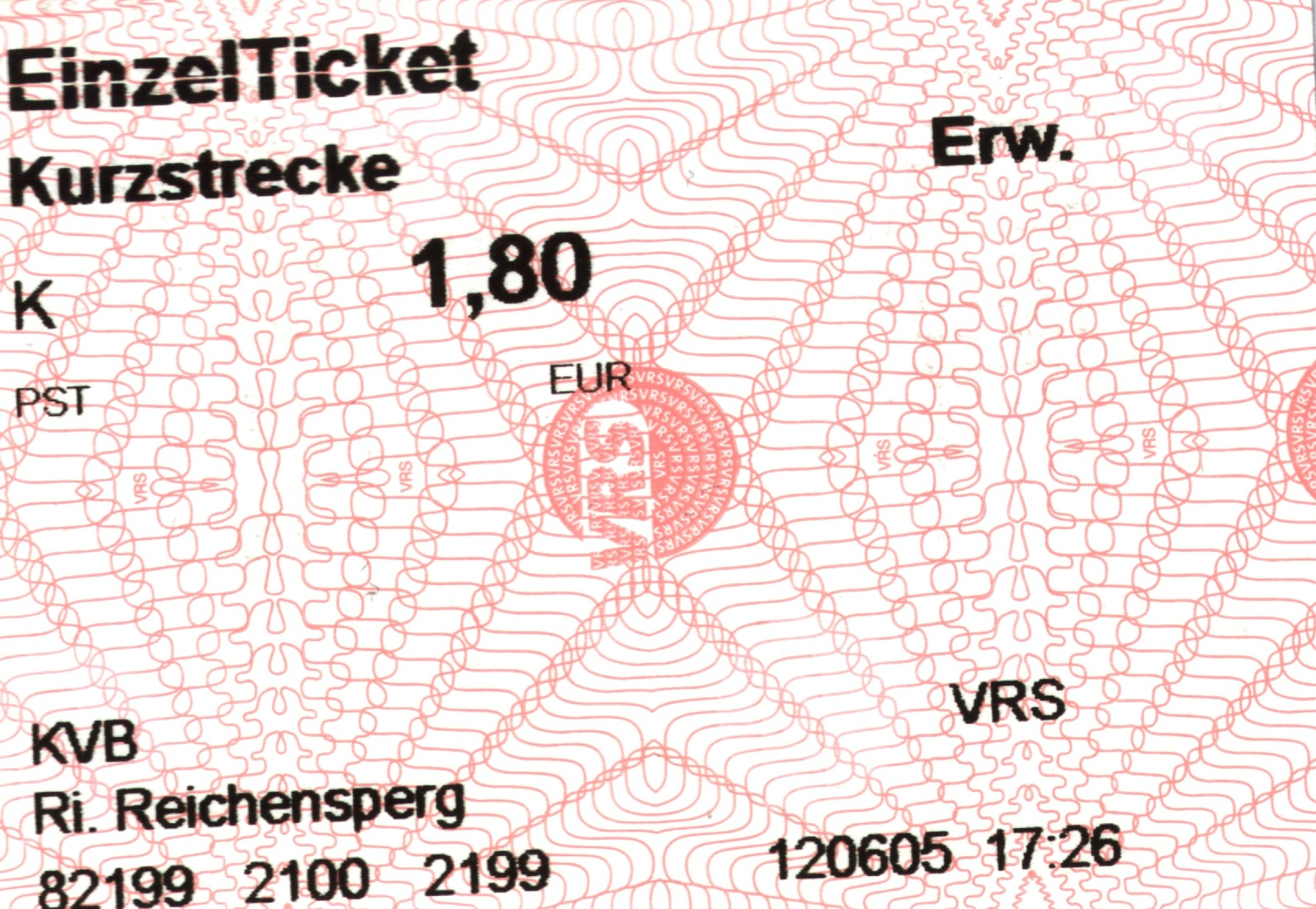
VRS Kurzstrecken-Ticket

Im Netz der Kölner Verkehrs-Betriebe gilt der Tarif des Verkehrsverbund Rhein-Sieg (VRS). Unter dem Motto „Eine Stadt, ein Preis“ sollte 2004 das Tarifsystem einfacher und kundenfreundlicher werden. Der Fahrausweis-Vertrieb der KVB wird über Verkaufsautomaten in den Fahrzeugen und teilweise an Stadtbahnhaltestellen, in KundenCentern und eigenen Verkaufsstellen, privaten Verkaufsstellen (z. B. Kiosks) sowie über Großkundenvertrieb (z. B. beim Schüler- oder JobTicket) organisiert. Die Kundenbindung der KVB ist groß, mehr als 250.000 Fahrgäste sind Stammkunden mit Zeittickets.
In den letzten Jahren kamen innovative Vertriebsformen hinzu wie der VRS-Ticketkauf über das Internet sowie das „HandyTicket“ nach dem Vorbild des Bonner „Handy-Tickets“. Ein Fahrschein kann für eine Einzelfahrt innerhalb der Stadtgrenzen per Smartphone-Apps für Android und iOS gebucht werden. Alternativ kann das Handy-Ticket-System auch über SMS auf das Mobiltelefon des Fahrgastes geschickt werden. Anfang 2019 wurde das HandyTicket-System gegen die KVB-App ausgetauscht, die nun auch neue Bezahlmöglichkeiten wie etwa PayPal zulässt. Als Anreiz für die Nutzung gelten auf EinzelTickets per HandyApp 10 Prozent Rabatt.
Die Schwarzfahrerquote lag in den Jahren 2017 und 2018 bei 2 %, 2013 lag sie bei 3,28 % und 2012 noch bei 3,78 %.

## KVB-Rad

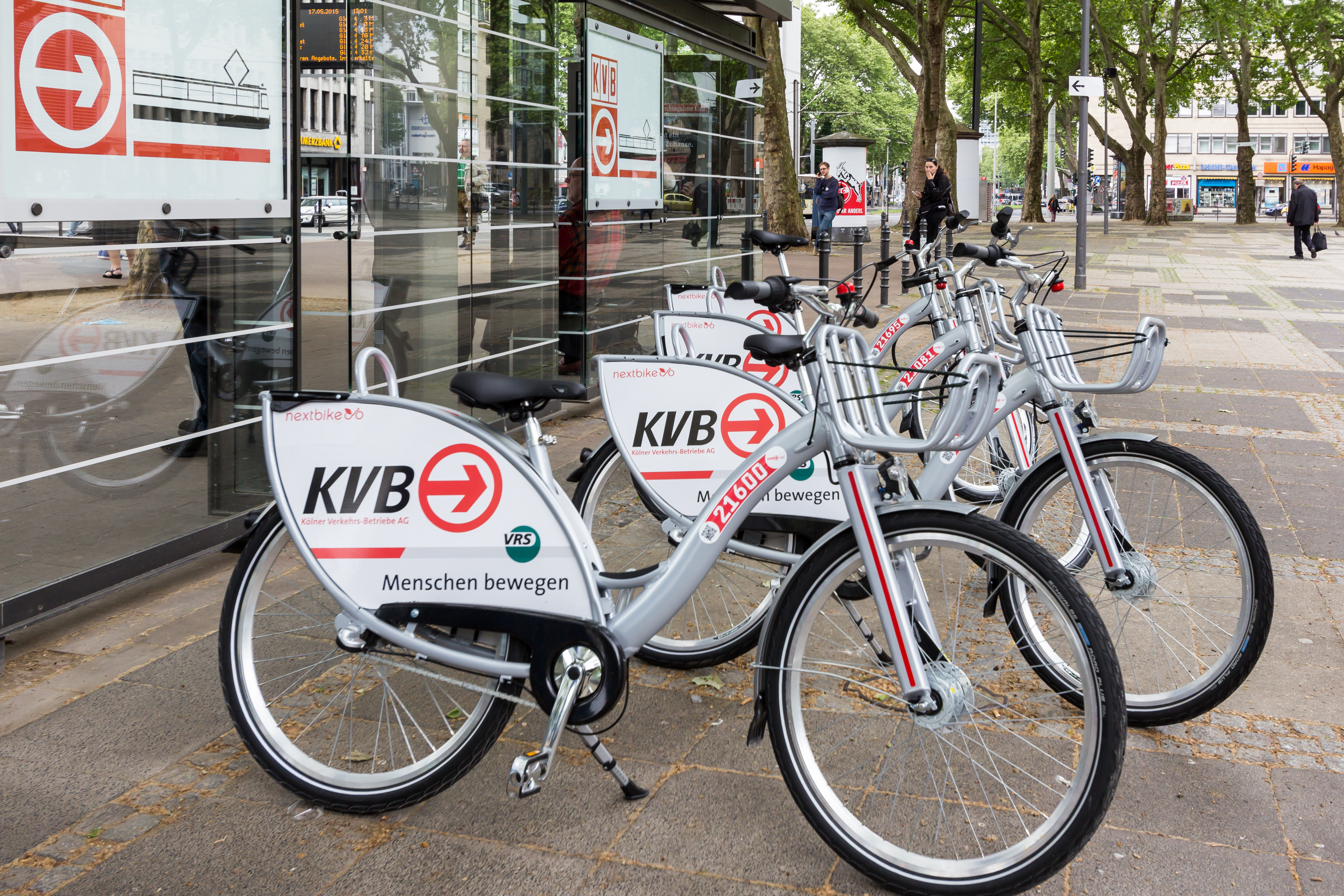
KVB-Räder am Neumarkt in Köln

Am 8. Mai 2015 haben die Kölner Verkehrs-Betriebe zusammen mit dem Kooperationspartner nextbike das Leihradangebot KVB-Rad gestartet. Im linksrheinischen Stadtgebiet innerhalb des Militärrings, sowie rechtsrheinisch von Höhenhaus über Höhenberg bis Poll, stehen 1460 Fahrräder und zehn Pedelecs (Elektrofahrrad) zur Verfügung; sie können am Straßenrand entliehen und im Geschäftsgebiet zurückgegeben werden. Für Abo-Kunden und Studenten ist die Nutzung von 30 Minuten pro Fahrt kostenfrei.

Ab dem Jahr 2020 sollte das KVB-Rad auf das gesamte Stadtgebiet ausgeweitet werden. Die Anzahl der Fahrräder sollten dabei massiv auf dann 3000 Stück und 300 Pedelecs gesteigert werden. Jedoch wurde das flexible Bediengebiet zum April 2021 sogar verkleinert. Die Zone umschließt so zum Beispiel nicht mehr den Stadtteil Longerich. Im Kölner Norden und Westen sind zudem Fahrtenden in großen Teilen des ehemaligen Gebiets nun mit zusätzlichen Gebühren verbunden. Allerdings werden seit November 2021 Leihradstationen in Stadtteilen eingerichtet, die bisher noch nicht oder nicht mehr vom flexiblen Bediengebiet erschlossen werden, die Rückgabe an diesen Stationen ist kostenlos.
Die Leihräder können auch über die KVB-App ausgeliehen werden.

### Mutwillige Zerstörung

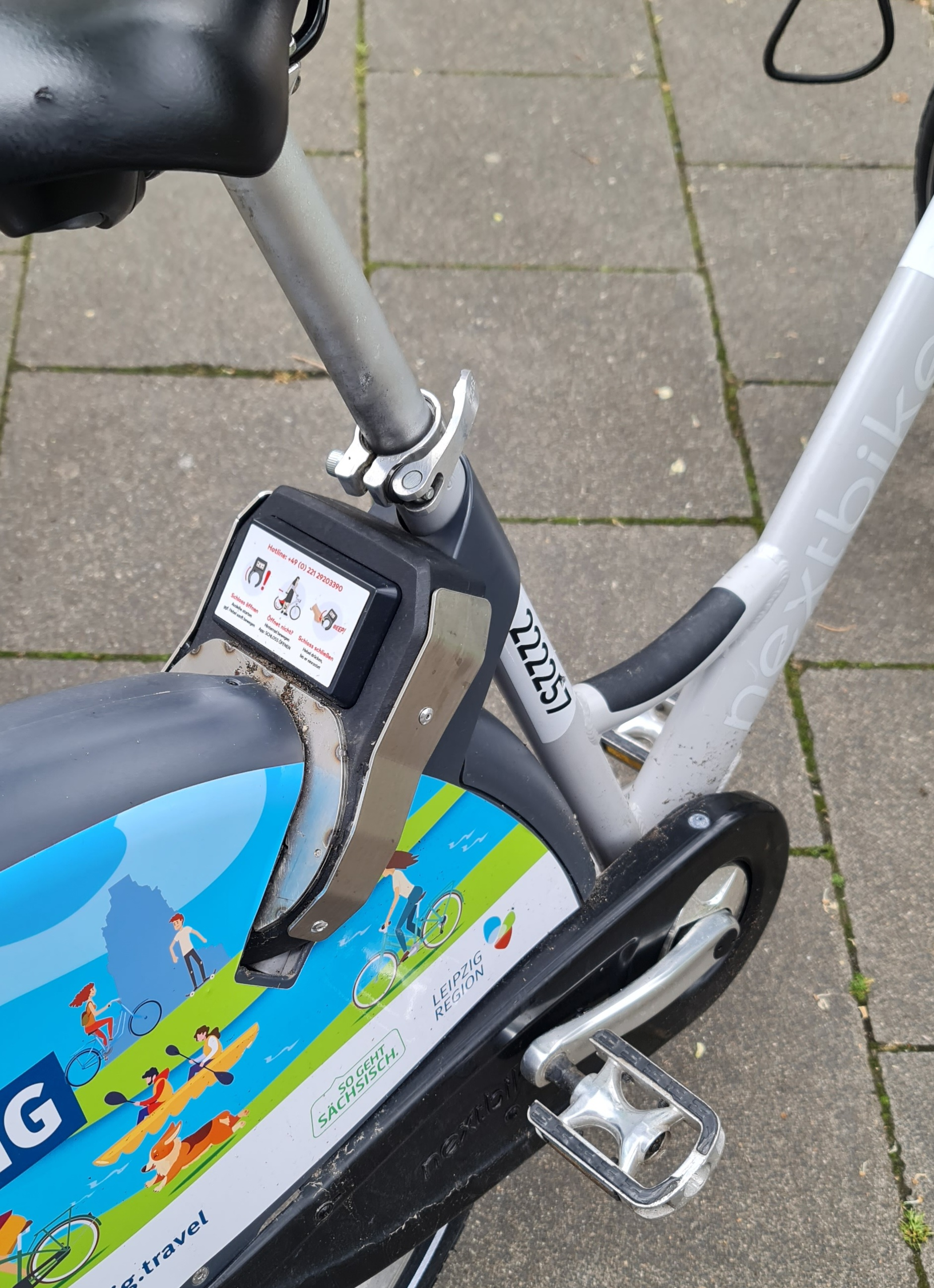
Leihrad mit neuem, gesichertem Schloss

Ende März 2022 wurden Jugendliche durch ein auf der Social-Media-Plattform TikTok veröffentlichtes Video dazu animiert, die Schlösser von zahlreichen KVB-Rädern aufzubrechen, um anschließend kostenlos mit den Rädern zu fahren. Dieser Trend führt innerhalb eines Monats zu einer radikalen Dezimierung der Räder-Flotte von ursprünglich 3000 auf circa 200 Räder, die weiterhin funktionstüchtig waren. Die Betreiberfirma nextbike bat in diversen Pressemitteilungen um Mithilfe, damit die beschädigten Räder möglichst schnell entdeckt, repariert und zurück auf die Straße gebracht werden können. Mittlerweile war der Vandalismus so weit fortgeschritten, dass die Betreiberfirma den Betrieb erst rechtsrheinisch, schließlich auch linksrheinisch vollständig einstellen musste.
Seit Anfang Mai wurde der Betrieb wieder aufgenommen und die vorhandenen Räder entsprechend mit Schlössern ausgestattet, die u. a. durch verschweißte Verstrebungen einen erhöhten Schutz gegen Vandalismus bieten. Auch scheine man neue Räder zu erproben, um die Flotte wieder aufzurüsten. Die Polizei ermittle derzeit in den Fällen, in denen Vandalismus konkret zuzuordnen ist.

## Isi
Ende 2020 starteten die Kölner Verkehrs-Betriebe einen On-Demand-Service. Per App konnten die Fahrgäste den taxiähnlichen Service zu virtuellen Haltestellen bestellen und unter Nutzung der regulären KVB-Tarife fahren. Weitere Fahrgäste konnten während der Fahrt zu- oder aussteigen. Isi war ein vierjähriges Pilotprojekt. Zum 15. Dezember 2024 lief das Projekt aus und wurde nicht weiter verlängert. Die KVB erklärten das Aus mit geringen Nutzendenzahlen und hohen Kosten. Pro Fahrt habe die KVB 26,35 € zuschießen müssen.

## Auszeichnungen
- 2019: Deutscher Preis für Online-Kommunikation (DPOK) in der Kategorie Social Media Platform für den KVB-Kanal auf YouTube mit dem Auftritt Nächster Halt: Youtube, Umsteigemöglichkeit zum Kanal der KVB.[44]

## Besonderes

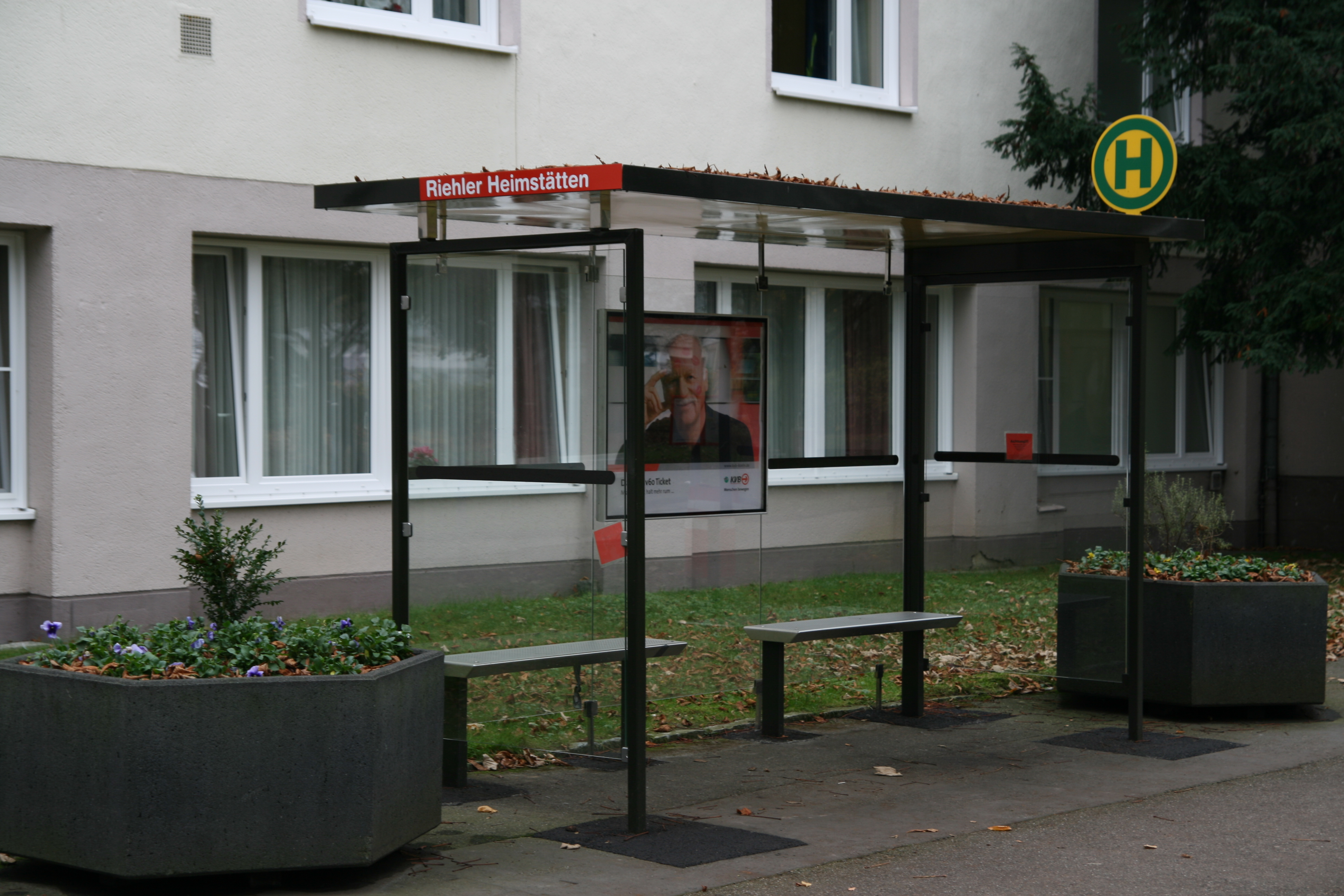
Schein-Haltestelle „Riehler Heimstätten“, Köln

Am 24. August 2009 wurde eine Schein-Bushaltestelle eingeweiht: An der Haltestelle „Riehler Heimstätten“ hält kein Bus. Sie befindet sich auf dem Gelände eines Altenpflegeheims der Sozialbetriebe Köln und soll dort als Treffpunkt für demente Menschen dienen. Die Haltestelle wurde den Kölner Sozialbetrieben für diesen Zweck von den Kölner Verkehrs-Betrieben und der französischen Stadtwerbungsfirma JCDecaux gestiftet. 